# Шкловский, Виктор Борисович
Ви́ктор Бори́сович Шкло́вский (12 [24] января 1893, Санкт-Петербург, Российская империя — 5 декабря 1984, Москва, СССР) — русский советский писатель, литературовед, критик и киновед, сценарист. Одна из ключевых фигур русского формализма.

## Биография

### Семья
Родился 12 (24) января 1893 года в Санкт-Петербурге в семье преподавателя математики, впоследствии профессора Высших артиллерийских курсов Бориса Владимировича Шкловского, крещеного еврея, и его жены Варвары Карловны, урождённой Бундель, русско-немецкого происхождения.
- Родной брат отца Исаак Владимирович Шкловский (1864—1935) был публицистом, критиком и этнографом, который публиковался под псевдонимом Дионео.
- Старший брат Виктора Шкловского — Владимир Шкловский (12.03.1889 — 24.11.1937) — стал филологом, преподавателем французского языка в Санкт-Петербургской духовной академии, в 1919—1922 годах входил в Совет православных братств Петрограда, неоднократно арестовывался, был расстрелян в 1937 году[6][7].
- Другой брат, Николай Борисович (1890—1918), был расстрелян в 1918 году как правый эсер. У него было двое детей, которых вместе с дочерьми Евгении Борисовны, растила Варвара Карловна[8].
- Сестра Евгения Борисовна (в замуж. Еленская; 1891—1919). Музыкант, окончила консерваторию. Умерла в Петрограде[8]. Ее дочери: Марина Болеславосна Еленская и Галина Болеславовна Еленская[9] (их отец, Болеслав Эдуардович Еленский умер в 1942 году в блокадном Ленинграде).

### Ранние годы
Юность Виктор Шкловский провёл в Петербурге. В 1910 году провалился на экзаменах экстерном при Николаевском кадетском корпусе, в 1913 году с серебряной медалью окончил частную гимназию Н. П. Шеповальникова. Ещё гимназистом стал печататься в журнале «Весна». Учился в Петербургском университете на историко-филологическом факультете, посещал лекции таких известных учёных, как академики Крачковский и Бодуэн де Куртенэ. Зачитывался книгами Василия Розанова, повлиявшими на формирование его собственного стиля.
После начала Первой мировой войны осенью 1914 года ушёл добровольцем в армию. Сменил несколько военных специальностей и в 1915 году вернулся в Петроград, где служил в школе броневых офицеров-инструкторов. В этот период с группой единомышленников (Л. П. Якубинский, Е. Д. Поливанов, О. М. Брик и др.) он готовил первый и второй выпуски «Сборников по теории поэтического языка» (1916, 1917), куда вошли и ставшие впоследствии хрестоматийными работы самого Шкловского «О поэзии и заумном языке» и «Искусство как приём». В 1916 году Шкловский стал одним из зачинателей «Общества изучения теории поэтического языка» (ОПОЯЗ), объединившего теоретиков формальной школы в литературоведении; ввёл термин «остранение».
Принял активное участие в Февральской революции, был избран членом комитета петроградского Запасного броневого дивизиона, в качестве его представителя участвовал в работе Петроградского совета. Как помощник комиссара Временного правительства был направлен на Юго-Западный фронт, где 3 июля 1917 лично возглавил атаку одного из полков, был ранен в живот навылет и получил Георгиевский крест 4-й степени из рук Л. Г. Корнилова. После выздоровления в качестве помощника комиссара Временного правительства был направлен в Отдельный Кавказский кавалерийский корпус в Персию, где организовывал эвакуацию российских войск и вернулся с ними в Петроград в начале января 1918 года.
В Петрограде Шкловский работал в Художественно-исторической комиссии Зимнего дворца и активно участвовал в антибольшевистском заговоре эсеров. Когда заговор был раскрыт, Шкловский был вынужден покинуть Петроград и уехал в Саратов, некоторое время скрывался в психиатрической больнице, одновременно работая над созданием теории прозы. Затем он уехал в Киев, где служил в 4-м автопанцирном дивизионе и участвовал в неудачной попытке свержения гетмана Скоропадского.
Выполняя просьбу знакомой, уговорившей его доставить крупную сумму денег в Петроград, добрался почти до самой Москвы, но был узнан агентом ЧК и, спасаясь от ареста, на ходу выпрыгнул из поезда. После этого, добравшись до столицы, он встретился с М. Горьким, который ходатайствовал за него перед Я. М. Свердловым. По некоторым источникам, Свердлов выдал Шкловскому документ на бланке ВЦИК с требованием прекратить его дело. В конце 1918 года Шкловский решил больше не участвовать в политической деятельности и в начале 1919 вернулся в Петроград, где преподавал теорию литературы в Студии художественного перевода при петроградском издательстве «Всемирная литература».
Весной 1920 года Шкловский стрелялся на дуэли, покинул Петроград и отправился на поиски жены, которая выехала на Украину, спасаясь от голода. В рядах Красной армии Шкловский принял участие в боях при Александровске, Херсоне и Каховке.

### Эмиграция
После возвращения в Петроград Шкловский был избран 9 октября 1920 г. профессором Российского института истории искусств и поселился на проспекте 25-го Октября в доме 15, в «Доме искусств».
В 1921 и начале 1922 года он активно печатался в журналах «Петербург», «Дом искусств», «Книжный угол», отдельными оттисками издал ряд статей по литературоведению, опубликовал мемуарную книгу «Революция и фронт», участвовал в собраниях группы «Серапионовы братья», состоял членом правления Петроградского отделения Всероссийского союза писателей.
В 1922 году начались аресты эсеров, и Шкловский 4 марта 1922, спасаясь от ареста, бежал в Финляндию. Его жена Василиса, арестованная в качестве заложницы, находилась некоторое время в заключении. В письме Максиму Горькому от 18 сентября 1922 года Шкловский пишет: «Освободили её за виру в 200 рублей золотом. Вира оказалась „дикой“, так как внесли её литераторы купно. Главным образом Серапионы».
С апреля 1922 до июня 1923 года Шкловский жил в Берлине (адрес: Kaiserallee, 207, ныне Bundesallee), где организовал журнал «Беседа». В 1923 году издал мемуарную книгу «Сентиментальное путешествие», название которой позаимствовано у его любимого писателя Лоренса Стерна. В Берлине Шкловский был безответно влюблён в Эльзу Триоле, сестру Лили Брик (и будущую жену Луи Арагона). Изобразил Берлин «золотых двадцатых» в книге «Zoo, или Письма не о любви», которая основана на частично выдуманной, частично реальной переписке с Эльзой. Максим Горький, прочитавший её письма в «Zoo», посоветовал Эльзе стать писательницей, и она прислушалась к его совету. С конца 1922 года Шкловский начал просить о возвращении в СССР:
Горька, как пыль карбида, берлинская тоска. <…> Я поднимаю руку и сдаюсь. Впустите в Россию меня и весь мой нехитрый багаж: шесть рубашек (три у меня, три в стирке), жёлтые сапоги, по ошибке начищенные чёрной ваксой, и синие старые брюки, на которых я тщетно пытался нагладить складку.

### Переезд в Москву
В сентябре 1923 года Шкловский приехал в Москву. В первые месяцы жил в подмосковной усадьбе Покровское-Стрешнево, что отразилось в его книге «Третья фабрика», которую впоследствии он называл текстом для себя непонятным: «Я хотел в ней капитулироваться перед временем, причём капитулироваться, переведя свои войска на другую сторону. Признать современность». В 1928 году опубликовал сборник статей «Гамбургский счёт», благодаря которому выражение «по гамбургскому счёту» вошло в русский язык.
В Москве Шкловский сблизился с футуристами Алексеем Кручёных и Маяковским (с которым был особенно хорошо знаком и которого посещал на квартирах в Гендриковом переулке, 15/13, и Лубянском проезде, 3/6). Принимал участие в создании сценариев к немым фильмам («Третья Мещанская», «Дом на Трубной» и др.). Со свойственным ему темпераментом активно участвовал в литературных дискуссиях 1920-х годов, проходивших во Дворце искусств (Поварская улица, 52) и Большой аудитории Политехнического музея (Новая площадь, 3). Один из лидеров группы «ЛЕФ». Его идейные и эстетические позиции подвергались нападкам со стороны идеологов РАПП.

### В сталинское время и позднее
В 1930 году Шкловский отказался от идей формализма и выступил с покаянной статьёй «Памятник научной ошибке». С 1930-х годов, вынужденный перейти к принципам более широкого социально-исторического исследования, выступал как критик современной литературы. С московскими впечатлениями связаны книги Шкловского «О Маяковском», «Встречи», мемуары «Жили-были» и другие, дающие яркую картину жизни московской творческой интеллигенции 1920-х годов.
Осенью 1932 года Шкловский отправился в поездку на строительство Беломоро-Балтийского канала. Главной целью поездки был не сбор материала, а встреча с репрессированным братом и, по возможности, облегчение его участи. На вопрос сопровождавшего его чекиста, как он себя здесь чувствует, Шкловский ответил: «Как живая лиса в меховом магазине». Шкловскому принадлежит самый большой объём текста в коллективной книге 1934 года, воспевавшей строительство канала.
Интерес к отечественной и, в частности, к московской истории отразился в повестях Шкловского «Матвей Комаров, житель города Москвы» (1929), «Минин и Пожарский» (1939) и др.
Сын Шкловского погиб на фронте Великой Отечественной войны 8 марта 1945 года, а брат был расстрелян в 1937 году.
В разгар травли Пастернака (осень 1958 года) Шкловский находился на отдыхе в Крыму. Он по собственному почину явился в редакцию «Курортной газеты» и опубликовал статью о том, что «отрыв от писательского коллектива, от советского народа привёл Пастернака в лагерь оголтелой империалистической реакции, на подачки которой он польстился».
В 1960-е годы Шкловский разрабатывал теорию кинематографа, много писал о Сергее Эйзенштейне и Льве Толстом. В 1962 году в составе писательской делегации посетил Италию. К тому времени на Западе возник интерес к работам Шкловского 1920-х годов. В 1970-е годы сотрудничал с телевидением, выступал рассказчиком в многосерийных передачах «Жили-были» (1972) и «Слово о Льве Толстом» (1978).

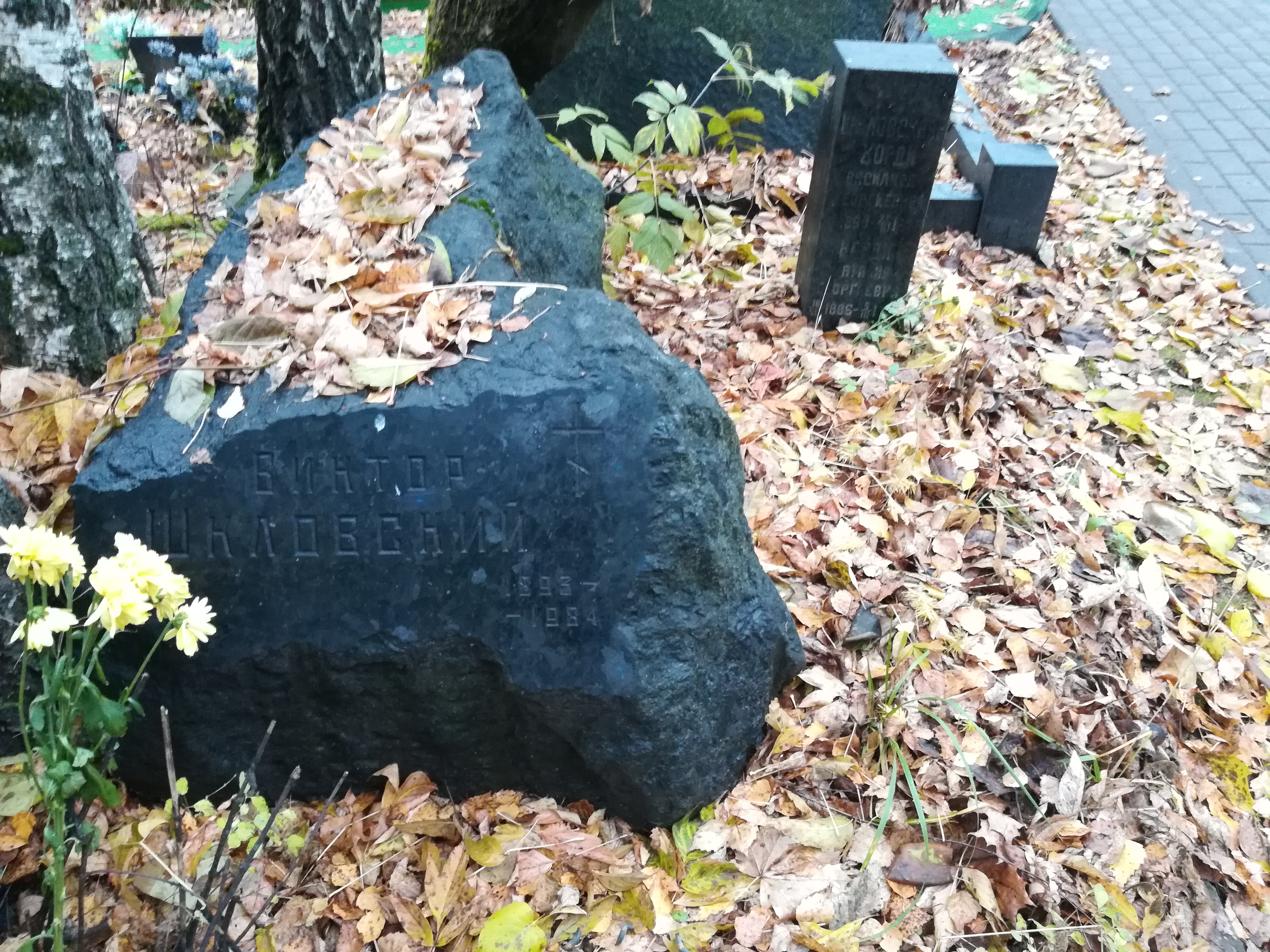
Могила Шкловского

Умер в Москве на 92-м году жизни, похоронен там же на Кунцевском кладбище.

## Влияние
Идеи формальной школы в литературоведении, основу которой заложил Шкловский, произвели революцию в науке. Ещё в 1923 году Лев Троцкий отмечал, что «усилиями Шкловского — заслуга не маленькая! — теория искусства, а отчасти и само искусство из состояния алхимии переведены наконец на положение химии».
К важнейшим научным открытиям Шкловского относят введённое им понятие остранения (неожиданного свежего взгляда на уже ставшее привычным) как на основу художественного эффекта в разных видах искусства. В области теории художественной прозы он первым настаивал на различении фабулы и сюжета, то есть собственно рассказываемой истории и конструкции этого рассказа.
Переосмысливая наследие Стерна и Розанова, Шкловский разработал своеобразный, часто пародировавшийся современниками стиль. Его отличительные черты — «короткие отрывистые фразы, связанные неявными ассоциациями; парадоксальные афоризмы, фрагментарность и экспрессивность, ирония и полемический пафос».

## Личная жизнь
- Первая жена — Василиса Георгиевна Корди (1890—1977), художница.
  - сын — Никита Викторович Шкловский-Корди (1924—1945), погиб на фронте[29].
  - дочь — Варвара Шкловская-Корди (род. 1927), физик. Была замужем (последовательно) за биофизиком Ефимом Арсентьевичем Либерманом и поэтом Николаем Васильевичем Панченко.
    - внук — Никита Ефимович Шкловский-Корди[30] (род. 1952), кандидат биологических наук, физиолог.
- Вторая жена (с 1956 года) — Серафима Густавовна Суок (1902—1983)[31][32], которая сначала была гражданской женой Юрия Олеши (и послужила одним из прототипов девочки Суок в его книге «Три толстяка»), с 1922 года — женой В. И. Нарбута, а после — Н. И. Харджиева. В книге В. П. Катаева «Алмазный мой венец» она выведена как «подруга ключика», «дружочек».

## Награды
- Георгиевский крест IV степени.
- Три ордена Трудового Красного Знамени (31.01.1939; 06.02.1963; 28.05.1973)
- орден Дружбы народов (24.01.1983)
- Государственная премия СССР (1979) за второе издание книги «Эйзенштейн».

## Прототип литературных персонажей
В 1926 году Вениамин Каверин отмечал, что эксцентричный Шкловский «сам лезет в роман», а Борис Эйхенбаум заявлял, что Шкловский «существует скорее как литературный персонаж, как герой какого-то ненаписанного романа». И действительно, Шкловский послужил прототипом для героев ряда художественных произведений: книги Ольги Форш «Сумасшедший корабль» (под именем «Жуканец»), романа В. А. Каверина «Скандалист, или Вечера на Васильевском острове» («Некрылов»), книги В. Н. Иванова «У» («Андрейшин»). По предположению исследователей, он также был прототипом Сербинова из романа «Чевенгур» А. П. Платонова и Льговского из романа-поэмы «Орфография» Дмитрия Быкова. Сам Быков констатирует, что Шкловский: 
«остался в истории эксцентричным старичком-скандалистом, чья эксцентриада так же умиляет, как умилял его малый рост, бугристая лысина и трость: гениальность его выродилась в чудачество, таким и запомнился».
Шкловский, к которому М. А. Булгаков питал неприязнь на почве любовного соперничества, выведен им под фамилией Шполянский в романе «Белая гвардия» как человек с демоническими бакенбардами, командовавший автомобильной ротой в Киеве и саботировавший её деятельность перед приходом С. В. Петлюры, — поступок, реально совершённый Шкловским, хотя и в другое время.

## Архив
Обширный фонд В.Б. Шкловского хранится в Российском государственном архиве литературы и искусства и насчитывает 2059 единиц хранения за 1884–1988 гг. Основу фонда составляют рукописи, исследования, монографии, записные книжки и письма, биографические материалы, документы рабочего и творческого характера.

### Кинематографические сценарии
Многие из них написаны в соавторстве.

#### Немое кино
- «Проститутка», 1926 (реж. Олег Фрелих)
- «Крылья холопа», 1926
- «По закону», 1926
- «Предатель», 1926. Режиссёр — Абрам Роом.
- «Третья Мещанская», 1927. Режиссёр — Абрам Роом.
- «Ухабы», 1927. Режиссёр — Абрам Роом.
- «Евреи на земле», 1927. Документальный фильм. Совместно с В. Маяковским.
- «Ледяной дом», 1927
- «Два броневика», 1928
- «Дом на Трубной», 1928. Совместно с Эрдманом и др.
- «Казаки», 1928
- «Овод», 1928
- «Капитанская дочка», 1928
- «Последний аттракцион», 1928
- «Турксиб», 1929. Документальный фильм.
- «Американка», 1930
- «Отчим», 1931

#### Мультфильмы
- «Три медведя», 1937. Мультфильм.
- «Три толстяка», 1963. Мультфильм.
- «Сказка о золотом петушке», 1967. Мультфильм

#### Звуковое кино
- «Молодёжь побеждает», (Грузия), 1928.
- «Мёртвый дом», 1932. Кроме соавторства сценария, Шкловский снялся в роли Петрашевского.
- «Горизонт», 1932. Режиссёр — Л. В. Кулешов
- «Жить», 1933. Режиссёр — С. А. Тимошенко, автор диалогов
- «Беломорско-Балтийский водный путь», 1933
- «Минин и Пожарский», 1939. Режиссёр — В. И. Пудовкин.
- «Алишер Навои», 1948 (совместно с Алексем Спешневым)
- «Далёкая невеста», 1948
- «Чук и Гек», 1953
- «Овод», 1955. В гл. роли — О. А. Стриженов.
- «Дохунда», 1957
- «Казаки», 1961. Режиссёр — В. М. Пронин.
- «Баллада о Беринге и его друзьях», 1970

### Телепередачи о Шкловском
- Программа «Культурный слой» о Шкловском на Пятом канале (Санкт-Петербург)
- Документальный фильм «Виктор Шкловский и Роман Якобсон. Жизнь как роман» (режиссёр Владимир Непевный)